# 페르모
페르모(이탈리아어: Fermo)는 이탈리아 마르케주 페르모도에 위치한 코무네이자 도청 소재지로 면적은 124km2, 높이는 319m, 인구는 37,732명(2015년 6월 30일 기준), 인구 밀도는 300명/km2이다. 빌라노바 문화의 정착지 중 하나이다.